# ایشیدا بایگان
ایشیدا بایگان (石田 梅岩؛ ۱۲ اکتبر ۱۶۸۵ – ۲۹ اکتبر ۱۷۴۴) یک سخنران و فیلسوف ژاپنی، متولد اولایت تانبا بود که جنبش شینگاکو (آموزش قلبی) را بر اساس نئوکنفوسیونیسم)، مطالعه آموزه‌های چو هسی بودیسم و غیره، را پایه‌گذاری کرد. که از همه تعلیم و تربیت شامل آموزه‌های اخلاق (فلسفه اخلاق) و اخلاق حمایت می‌کرد.